# André Bervil
André Bervil (* 25. November 1905 in Paris; † 20. Januar 1972 in Nizza) war ein französischer Schauspieler.

## Leben
André Bervil wurde in Paris geboren, wo er auch aufgewachsen ist.
Ab Ende der 1920er-Jahre absolvierte er an einer Schauspielschule in Paris eine professionelle Schauspielausbildung. Von 1932 bis 1966 wirkte er als Schauspieler vor der Kamera in mehr als 50 Film- und Fernsehproduktionen mit. Bervil war in Spielfilmen oftmals in einer Nebenrolle besetzt.
Bervil war einige Jahre lang mit der Schauspielerin Suzanne Grey verheiratet. Die Ehe blieb kinderlos.
Im Jahr 1966 zog sich Bervil wegen einer Erkrankung aus dem Rampenlicht zurück. Seine letzten Lebensjahre verbrachte er in Nizza, wo er am 20. Januar 1972 im Alter von 66 Jahren starb.

## Filmografie (Auswahl)
- 1932: La claque
- 1934: Justin de Marseille
- 1942: Im Fieber der Liebe
- 1944: Carmen
- 1946: Vatersorgen
- 1946: Wenn der Himmel versagt
- 1947: Casanova
- 1948: Am Rande des Abgrunds
- 1949: Rückkehr ins Leben
- 1954: Madame Dubarry
- 1956: Der Modekönig
- 1957: Gaunerkavaliere
- 1958: Heiße Küsse, scharfe Küsse
- 1960: Das Loch
- 1963: Grausame Hände